# جيانيلي إيمبولا
غيانيللي إمبولا (12 سبتمبر 1992 بلجيكا - ) هو لاعب كرة قدم فرنسي، يلعب كلاعب وسط.

## وصلات خارجية
جيانيلي إيمبولا على موقع اتحاد تركيا (لاعب) (الإنجليزية)
- جيانيلي إيمبولا على موقع إي إس بي إن إف سي (الإنجليزية)
- جيانيلي إيمبولا على موقع قاعدة بيانات كرة القدم.إي يو (الإنجليزية)
- جيانيلي إيمبولا على موقع ليكيب (الفرنسية)
- جيانيلي إيمبولا على موقع ناشيونال فوتبول تيمز (الإنجليزية)
- جيانيلي إيمبولا على موقع Soccerbase.com (لاعب) (الإنجليزية)
- جيانيلي إيمبولا على موقع Soccerway.com (الإنجليزية)
- جيانيلي إيمبولا على موقع عالم كرة القدم.نت (الإنجليزية)
- جيانيلي إيمبولا على موقع AS.com (الإسبانية)